# Доктор, Эдуард
Эдуард Доктор (нем. Ferdinand Eduard Doktor; 27 августа 1825, Прага — 9 декабря 1855, Мюнхен) — австрийский пианист и композитор.
С детства жил в Вене, изучая как игру на фортепиано, так и философию. Ученик Эдуарда Пиркхерта, позднее учился в Праге композиции и контрапункту у Вацлава Томашека. Вернувшись в Вену, в феврале 1849 г. выступил организатором Моцартовского праздника, в 1850 г. провёл в Леопольдштадте серию камерных концертов.
В 1850—1851 г. вместе с женой Луизой, также пианисткой, совершил гастрольную поездку в США с концертами по дороге в Линце, Франкфурте, Висбадене, Хомбурге, Остенде и Лондоне. По возвращении обосновался в Мюнхене как профессор фортепиано в Мюнхенской консерватории. С 1853 г. выступал также как мюнхенский корреспондент «Нижнерейнской музыкальной газеты».
Автор оперы «Матильда Севильская» (нем. Mathilde von Sevilla; 1849), вокальных и фортепианных сочинений. Написал также Марш австрийской национальной гвардии (нем. Oesterreichischer National-Garde-Marsch) для подразделения, в котором служил в Вене в 1848 году во время революционных событий.